# Resultados do Carnaval de Jundiaí
Esta e uma lista sobre os resultados do Carnaval de Jundiaí, por anos.

## 2011
| Grupo A         | Grupo A                | Grupo A | Grupo A                       | Grupo A           |
| Pos             | Escolas                | Pts     | Classificação ou rebaixamento | Ref               |
| --------------- | ---------------------- | ------- | ----------------------------- | ----------------- |
| 1               | Vila Rio Branco        | 97,50   | Campeã de 2011                | [ 1 ] [ 2 ]       |
| 2               | Arco Íris              | 97,00   |                               | [ 1 ] [ 2 ]       |
| 3               | União do Povo          | 93,00   | [ 1 ] [ 2 ]                   |                   |
| 4               | Caprichosos de Jundiaí | 69,00   | Grupo de acesso em 2012       | [ 3 ] [ 1 ] [ 2 ] |
| Grupo de acesso |                        |         |                               |                   |
| 1               | Leões da Hortolândia   | 98,50   | Grupo Especial em 2012        | [ 1 ] [ 2 ]       |
| 2               | Unidos da Zona Leste   | 93,00   |                               | [ 1 ] [ 2 ]       |
| 3               | Marujos da Zona Sul    | 92,50   | [ 1 ] [ 2 ]                   |                   |
| 4               | Mocidade da Agapeama   | 65,00   | [ 1 ] [ 2 ]                   |                   |

## 2012
| Pos | Escolas              | Pts         | Classificação ou rebaixamento | Ref         |
| --- | -------------------- | ----------- | ----------------------------- | ----------- |
| 1   | Leões da Hortolândia |             | Campeã de 2012                | [ 4 ] [ 5 ] |
| 2   | Arco-Íris            |             | [ 4 ] [ 5 ]                   |             |
| 3   | União da Vila        | [ 4 ] [ 5 ] |                               |             |

## 2013
| Pos | Escolas                  | Pts   | Classificação ou rebaixamento | Ref   |
| --- | ------------------------ | ----- | ----------------------------- | ----- |
| 1   | Arco Íris                | 98,50 | Campeã de 2013                | [ 6 ] |
| 2   | União da Vila Rio Branco | 98,00 |                               | [ 6 ] |
| 3   | Leões da Hortolândia     | 96,50 | [ 6 ]                         |       |
| 4   | Unidos da Zona Leste     | 96,00 | [ 6 ]                         |       |
| 5   | Mocidade de Jundiaí      | 93,50 | Grupo de acesso em 2014       | [ 6 ] |
| 6   | Caprichosos de Jundiaí   | 88,00 | Grupo de acesso em 2014       | [ 6 ] |

## 2014
| Grupo A         | Grupo A                | Grupo A | Grupo A                       | Grupo A     |
| Pos             | Escolas                | Pts     | Classificação ou rebaixamento | Ref         |
| --------------- | ---------------------- | ------- | ----------------------------- | ----------- |
| 1               | Arco-Íris              | 98,75   | Campeã de 2014                | [ 7 ] [ 8 ] |
| 2               | Unidos da Zona Leste   | 98,5    |                               | [ 7 ] [ 8 ] |
| 3               | Leões da Hortolândia   | 96,75   | [ 7 ] [ 8 ]                   |             |
| 4               | Vila Rio Branco        | 93,5    | Grupo de acesso em 2015       | [ 7 ] [ 8 ] |
| Grupo de acesso |                        |         |                               |             |
| 1               | Mocidade Alegre        | 93      | Grupo Especial em 2015        | [ 7 ] [ 8 ] |
| 2               | Caprichosos de Jundiaí | 92      |                               | [ 7 ] [ 8 ] |
| 3               | Marujos da Zona Sul    | 90      | [ 7 ] [ 8 ]                   |             |
| 4               | Cai-Cai                | 84      | [ 7 ] [ 8 ]                   |             |

## 2015
| Grupo Especial  | Grupo Especial           | Grupo Especial | Grupo Especial | Grupo Especial | Grupo Especial | Grupo Especial |
| Colocação       | Escola                   | Pontos         | Desempate      | Punição        | Nota           | Ref.           |
| --------------- | ------------------------ | -------------- | -------------- | -------------- | -------------- | -------------- |
| 1º              | Unidos da Zona Leste     | 95,5           | Bateria        |                |                | [ 9 ]          |
| 2º              | Arco Íris                | 95,5           |                | - 1            |                | [ 9 ]          |
| 3º              | Leões da Hortolândia     | 95,5           |                |                |                | [ 9 ]          |
| 4º              | Mocidade da Alegre       | 86,25          |                | - 3,25         | Rebaixada      | [ 9 ]          |
| Grupo de acesso |                          |                |                |                |                |                |
| Colocação       | Escola                   | Pontos         | Nota           | *              | *              | Ref.           |
| 1º              | União da Vila Rio Branco | 99,75          | Promovida      | *              | *              | [ 9 ]          |
| 2º              | Cai Cai                  | 99,25          |                | *              | *              | [ 9 ]          |
| 3º              | União do Povo            | 96             |                | *              | *              | [ 9 ]          |
| 4º              | Caprichosos de Jundiaí   | 96,75          |                | *              | *              | [ 9 ]          |
| 5º              | Marujos da Zona Sul      | 96,25          |                | *              | *              | [ 9 ]          |

## 2016
| Grupo Especial  | Grupo Especial                 | Grupo Especial | Grupo Especial | Grupo Especial |
| Colocação       | Escola                         | Pontos         | Nota           | Ref.           |
| --------------- | ------------------------------ | -------------- | -------------- | -------------- |
| 1º              | Leões da Hortolândia           | 89,30          |                | [ 10 ]         |
| 2º              | Unidos da Zona Leste           | 89             |                | [ 10 ]         |
| 3º              | Arcos Íris Acadêmicos do Samba | 88,70          |                | [ 10 ]         |
| 4º              | União da Vila                  | 88,60          |                | [ 10 ]         |
| Grupo de acesso |                                |                |                |                |
| Colocação       | Escola                         | Pontos         | Nota           | Ref.           |
| 1º              | União do Povo                  | 89             | Promovida      | [ 10 ]         |
| 2º              | Cai Cai                        | 88,75          | Promovida      | [ 10 ]         |
| 3º              | Mocidade de Agapeama           | 86,25          |                | [ 10 ]         |
| 4º              | Caprichosos de Jundiaí         | 85,75          |                | [ 10 ]         |
| 5º              | Marujos da Zona Sul            | 84.50          |                | [ 10 ]         |

## 2020
| Grupo Especial  | Grupo Especial           | Grupo Especial | Grupo Especial | Grupo Especial |
| Colocação       | Escola                   | Pontos         | Nota           | Ref.           |
| --------------- | ------------------------ | -------------- | -------------- | -------------- |
| 1º              | União do Povo            |                | Campeã         | [ 11 ]         |
| 2º              | Leões da Hortolândia     |                |                | [ 11 ]         |
| 3º              | União da Vila Rio Branco |                |                | [ 11 ]         |
| 4º              | Arco-Íris                |                |                | [ 11 ]         |
| 5º              | Unidos da Zona Leste ▼   |                |                | [ 11 ]         |
| Grupo de acesso |                          |                |                |                |
| Colocação       | Escola                   | Pontos         | Nota           | Ref.           |
| 1º              | Marujos da Zona Sul ▲    |                | Promovida      | [ 11 ]         |
| 2º              | Mocidade Agapeama        |                |                | [ 11 ]         |
| 3º              | Caprichosos              |                |                | [ 11 ]         |